# Zhang Chaoyang
Zhang Chaoyang (Charles Zhang, Chinois: 张朝阳 Pinyin: Zhāng Cháoyáng), né le 31 octobre 1964, est un homme d'affaires chinois,  créateur du site web Sohu et PDG de la société Sohu qui est l’une des premières marques Internet en Chine.